# داني هيوستن
داني هيوستن (بالإيطالية: Danny Huston)‏ ممثل ومخرج وكاتب أمريكي من مواليد 14 مايو 1962، شارك في عدة أفلام منها إكس-مان الأصول:وولفرين وحافة الظلام وروبن هود، وفيلم مدينة الأفق: الملحمة الأمريكية – الفصل الأول عام 2024.

## مواقع خارجية
- داني هيوستن على موقع IMDb (الإنجليزية)
- داني هيوستن على موقع روتن توميتوز (الإنجليزية)
- داني هيوستن على موقع قاعدة بيانات الأفلام العربية
- داني هيوستن على موقع قاعدة بيانات الأفلام العربية
- داني هيوستن على موقع ألو سيني (الفرنسية)
- داني هيوستن على موقع أول موفي (الإنجليزية)
- داني هيوستن على موقع قاعدة بيانات الأفلام السويدية (السويدية)
- داني هيوستن على موقع إن إن دي بي (الإنجليزية)
- داني هيوستن على موقع قاعدة بيانات الفيلم (الإنجليزية)
- داني هيوستن على موقع كينوبويسك (الروسية)